# Banco Crédito Agrícola de Cartago
El Banco Crédito Agrícola de Cartago (conocido como Bancrédito) fue una entidad bancaria estatal de índole comercial que operó en Costa Rica durante 99 años.
Bancrédito fue el más joven de los tres bancos que conforman el Sistema Bancario Nacional de Costa Rica y fue fundado con la idea de promover el desarrollo de la provincia de Cartago mediante el impulso de la agricultura, debido a que los otros bancos -de Costa Rica y Nacional- no tenían sucursales en esa provincia.
En 2017, el Gobierno de Costa Rica acordó el cierre de operaciones comerciales de Bancrédito debido a su mal desempeño financiero. El cierre comercial se concretó el 14 de julio del 2017 y se fijó el 31 de diciembre de 2017 como fecha para su cierre definitivo.
Bancrédito fue finalmente absorbido por el Banco de Costa Rica el 30 de noviembre del 2018, tras ser aprobado así por la Asamblea Legislativa.

## Historia
El Banco Crédito Agrícola de Cartago fue fundado el 1 de junio de 1918 por un grupo de costarricenses que buscaban promover el desarrollo de la provincia de Cartago mediante el impulso a la agricultura, en tiempos en que la situación económica del país centroamericano no era la mejor.
Bancrédito abrió sus puertas al público el 16 de setiembre de 1918 y se encargó exclusivamente de promover el desarrollo de Cartago.
En 1936, una serie de reformas legales aprobadas por el Congreso de Costa Rica permitieron al banco readecuar su escritura social y ampliar sus actividades, abriendo así en 1938 el Depósito Agrícola de Cartago S.A., uno de los primeros de su tipo en Costa Rica, con el cual financiaba la agricultura mediante pignoración y custodia de cosechas.
En 1948, la Junta de Gobierno de Costa Rica nacionalizó la banca particular, por lo que Bancrédito dejó de ser un banco local y pasó a tener actividades a nivel nacional.
En 1976, Bancrédito acompañó la fundación del Banco Internacional de Costa Rica (BICSA) pero luego cedió su parte al Banco de Costa Rica, quedando este último y el Banco Nacional como únicos accionistas.

## Estructura
Por ser una institución pública autónoma, el Banco Crédito Agrícola de Cartago se regía por la Ley Orgánica del Sistema Bancario Nacional. 
Su estructura estaba conformada por una junta directiva general de siete miembros, nombrada por el Consejo de Gobierno por períodos de 8 años o menos cuando se trataba de sustituciones.
La Junta Directiva tenía a su cargo el nombramiento del Presidente y Vicepresidente del banco, con vigencia de un año calendario cada uno.
| Nombre                  | Puesto         | Nombramiento        | Cese                    |
| ----------------------- | -------------- | ------------------- | ----------------------- |
| Ronald Rojas Esquivel   | Presidente     | 24 de abril de 2017 | 31 de diciembre de 2017 |
| Tobías Cerdas Sáenz     | Vicepresidente | 24 de abril de 2017 | 31 de diciembre de 2017 |
| Gina Ampié Castro       | Directiva      | 24 de abril de 2017 | 31 de diciembre de 2017 |
| Javier Herrera Guido    | Directivo      | 24 de abril de 2017 | 31 de diciembre de 2017 |
| Carlos Murillo Scott    | Directivo      | 24 de abril de 2017 | 31 de diciembre de 2017 |
| Rosa María Roig Oller   | Directiva      | 24 de abril de 2017 | 31 de diciembre de 2017 |
| Ana Isabel Salas Vargas | Directiva      | 24 de abril de 2017 | 31 de diciembre de 2017 |

## Crisis
La debacle de Bancrédito comenzó en el año 2012, cuando perdió el manejo del Sistema de Banca para el Desarrollo (SBD), el cual otorga créditos con condiciones cómodas a pequeñas y medianas empresas. Ese año, el Sistema pasó a manos del Banco de Costa Rica, lo que implicó una pérdida de 88.371 millones de colones para Bancrédito, que los manejaba en un fideicomiso del cual obtenía ganancias mediante el cobro de comisiones.
El manejo de Banca para el Desarrollo había permitido a Bancrédito incrementar su planilla, sin embargo, al perderlo se vio obligado a reducirla.
El diario La Nación reveló que a mediados del año 2016, Bancrédito empezó a registrar pérdidas. Los motivos por los cuales se presentó ese deterioro no han sido confirmados de forma oficial por las autoridades gubernamentales, quienes pidieron a la Junta Directiva de Bancrédito ordenar un análisis exhaustivo de esos motivos y cuyos resultados deben entregarse al finalizar el último trimestre de 2017.
Las investigaciones periodísticas a los estados financieros de Bancrédito arrojaron que en el 2016, las estimaciones por créditos malos aumentaron significativamente en el banco. Mientras que en el año 2015 sus ganancias fueron de 1457,5 millones de colones, el resultado fue de 282,7 millones de colones en el 2016, una caída del 81%.
Para enero del 2017, Bancrédito registraba pérdidas por 591,6 millones de colones y estuvo a punto de caer en condición de "irregularidad financiera" por parte de la Superintendencia de Entidades Financieras de Costa Rica (SUGEF), sin embargo, firmó de emergencia un rescate con el Banco Nacional de Costa Rica, el cual le inyectó 2000 millones de colones correspondientes a adelantos de recaudación por concepto de impuesto de salida por las fronteras costarricenses.
Anteriormente, Bancrédito era el único banco autorizado para recaudar el impuesto de salida, sin embargo, entre 2016 y 2017 la mayoría de aerolíneas que vuelan a Costa Rica empezaron a cobrar el tributo en los tiquetes, lo que le restó actividad comercial al Banco.
Debido a sus malos resultados, el Banco de Costa Rica retiró 71.000 millones de colones que tenía invertidos en Bancrédito al considerar que este no tenía un plan de salvamento. El banco se vio obligado a buscar una solución a su poca captación de recursos, por lo que el Ministerio de Hacienda le inyectó 118.000 millones de colones en el primer cuatrimestre del 2017 e instó al resto del sector público a hacer sus transacciones con Bancrédito, sin embargo, no muchas atendieron a ese llamado.
La crisis en Bancrédito llevó al Consejo de Gobierno -que fungía como junta de accionistas de Bancrédito- a solicitar la renuncia de toda la junta directiva con el fin de nombrar una que se comprometiera a dirigir al Banco hacia su transformación a uno de fomento y desarrollo.
El 18 de abril del 2017, la Junta Directiva del Banco presentó su renuncia en pleno a solicitud del Consejo de Gobierno. Ese mismo día se anunció la nueva conformación que estaría vigente hasta el 31 de diciembre del 2017.

## Cierre

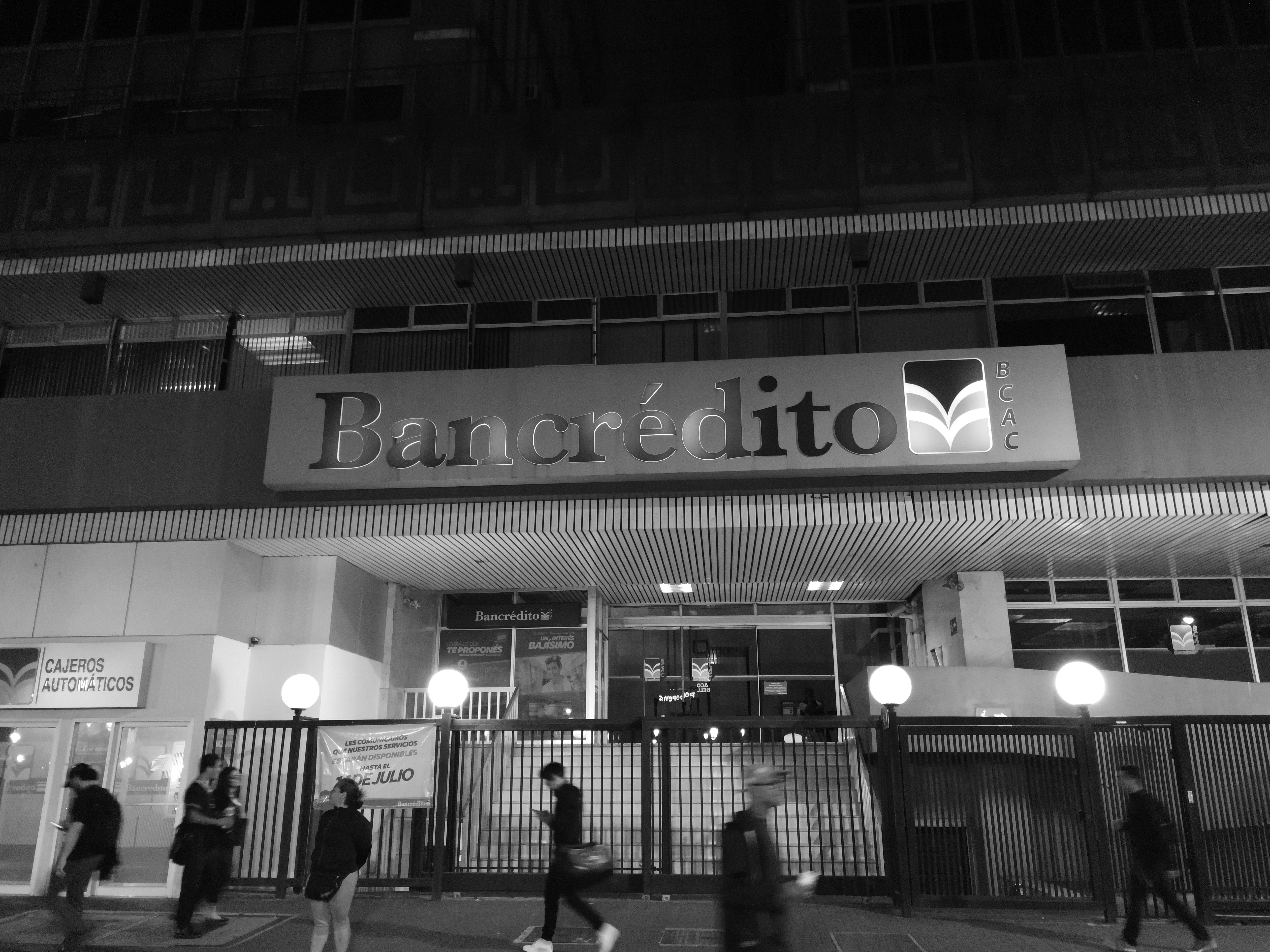
Sede de Bancrédito el 14 de julio de 2017, último día de operaciones comerciales.

Bancrédito anunció que dejaría de operar comercialmente a partir del 14 de julio del 2017. Desde esa fecha, las sucursales de la entidad permanecieron cerradas, no pudieron efectuarse transacciones comerciales, depósitos o retiros y sus 694 colaboradores dejaron de laborar en la entidad.
En su último día de operación, los trabajadores de Bancrédito asistieron con lazos negros a laborar y decenas de personas se tomaron fotografías a las afueras de sus oficinas centrales en Cartago.

## Transformación
El Consejo de Gobierno decidió que Bancrédito cesara actividades comerciales para convertirse en un banco de fomento y desarrollo, sin embargo, para ello eran necesarias reformas legales que deben aprobarse en el seno del Congreso de los Diputados.
En septiembre de 2018, la Asamblea Legislativa decidió aprobar un proyecto de ley con el cual Bancrédito era absorbido por el Banco de Costa Rica.